# Bert Konterman
Bert Konterman (* 14. Januar 1971 in Staphorst-Rouveen) ist ein ehemaliger niederländischer Fußballspieler und derzeitiger -trainer.

## Karriere
Konterman begann seine Spieler-Laufbahn im Jahr 1989 beim FC Zwolle. 1993 wechselte er zu Cambuur Leeuwarden. Zur Saison 1996/97 unterschrieb er bei Willem II aus Tilburg. 1998 nahm ihn Feyenoord Rotterdam unter Vertrag. Mit Feyenoord wurde er 1999 niederländischer Meister und Sieger der Johan-Cruyff-Schaal. Im Jahr 2000 wechselte er nach Schottland zu den Glasgow Rangers. Mit den Rangers wurde er 2003 schottischer Meister. Zur Saison 2003/04 wechselte er wieder zurück in seine Heimat, zu Vitesse Arnheim. Nach der Saison 03/04 beendete er seine Karriere.
Für die niederländische Nationalmannschaft bestritt er von 1999 bis 2000 insgesamt 12 Spiele, ohne dabei einen Torerfolg feiern zu können. Mit der Oranje Elftal nahm er an der Europameisterschaft 2000 im eigenen Land teil.
| Personendaten    | Personendaten                   |
| ---------------- | ------------------------------- |
| NAME             | Konterman, Bert                 |
| KURZBESCHREIBUNG | niederländischer Fußballspieler |
| GEBURTSDATUM     | 14. Januar 1971                 |
| GEBURTSORT       | Staphorst-Rouveen, Niederlande  |